# Celia Deane-Drummond
Pour les articles homonymes, voir Deane et Drummond.
Celia Deane-Drummond, née en 1956, est une théologienne britannique. Elle est spécialisée dans l'éthique chrétienne et religieuse, la théologie systématique et les relations entre science et religion.

## Biographie

### Vie privée et études
Celia Deane-Drummond est mariée et a deux enfants, Sara Elisabeth Drummond-Curtis, née le 12 novembre 2000 et Mair Clare Drummond-Curtis née le 6 décembre 2005.
Elle étudie tout d'abord les sciences naturelles qui la mènent jusqu'à un doctorat en physiologie végétale à l'université de Cambridge. Elle est plus particulièrement spécialisée dans la biochimie de la nutrition azotée chez les plantes et la biophysique du transport des ions à travers les membranes cellulaires des plantes à l'aide de nouveaux traceurs. Elle obtient également un doctorat en théologie à l'université de Manchester, du fait notamment des enjeux liés aux OGM, et oriente sa carrière vers la théologie, l'éducation et l'éthique environnementale,.

### Carrière
En début de carrière, elle travaille à l'International Consultancy on Religion, Education and Culture à Manchester puis enseigne à l'université de Chester à partir de 1994 ; elle y découvre notamment l'éducation ouverte. Elle obtient une chaire en théologie et sciences biologiques en l'an 2000. 
Celia Deane-Drummond est directrice de l'Institut Laudato Si', nommé en référence à l'encyclique Laudato si' du pape François. Elle est également professeur de théologie dans plusieurs universités, notamment Oxford, Durham et Notre-Dame-du-Lac. En outre, elle est co-éditrice de la revue Philosophy, Theology and the Sciences et membre du conseil d'administration de la Société internationale pour la science et la religion (en).

## Ouvrages publiés ou co-publiés
Celia Deane-Drummond a signé, seule ou en collaboration, vingt-deux ouvrages.  
- (en) Celia Deane-Drummond, Theology and biotechnology : implications for a new science, Geoffrey Chapman, septembre 1997, 162 p. (ISBN 9780225668513)
- (en) Celia Deane-Drummond, Creation through wisdom : theology and the new biology, Bloomsbury Academic, septembre 2003, 272 p. (ISBN 9780567089571)
- (en) Celia Deane-Drummond, Brave New World? : theology, ethics and the human genome, A & C Black (en), coll. « Bayou Press Series », septembre 2003, 343 p. (ISBN 9780567089366)
- (en) Celia Deane-Drummond, Bronislaw Szerszynski et Robin Grove-White (en), Reordering nature : theology, society and the new genetics, A & C Black (en), septembre 2003, 368 p. (ISBN 9780567088963)
- (en) Celia Deane-Drummond, The ethics of nature, Templeton Foundation Press, coll. « New Dimensions to Religious Ethics » (no 4), septembre 2004, 256 p. (ISBN 9780631229384)
- (en) Celia Deane-Drummond, Wonder and wisdom : conversations in science, spirituality, and theology, Templeton Foundation Press, septembre 2006, 191 p. (ISBN 9781599470917)
- (en) Celia Deane-Drummond, Genetics and christian ethics, Cambridge University Press, coll. « New Studies in Christian Ethics » (no 25), 2006, 281 p. (ISBN 9780521829434)
- (en) Celia Deane-Drummond et Peter Scott, Future perfect? : God, medicine and human identity, A & C Black (en), 2006, 219 p. (ISBN 9780567030795)
- (en) Celia Deane-Drummond, Eco-theology, Saint Mary's Press, 2008, 240 p. (ISBN 9781599820132)
- (en) Celia Deane-Drummond, Christ and evolution : wonder and wisdom, Fortress Press, 2009, 300 p. (ISBN 9780800640132)
- (en) Celia Deane-Drummond et David L. Clough (en), Creaturely theology : on God, humans and other animals, Hymns Ancient and Modern Ltd, 2009, 294 p. (ISBN 9780334041894)
- (en) Celia Deane-Drummond et Heinrich Bedford-Strohm, Religion and ecology in the public sphere, A & C Black (en), juin 2011, 240 p. (ISBN 9780567035080)
- (en) Celia Deane-Drummond, David L. Clough (en) et Rebecca Artinian-Kaiser, Animals as religious subjects : transdisciplinary perspectives, Bloomsbury collections, juillet 2013, 320 p. (ISBN 9780567571892)
- (en) Celia Deane-Drummond, Sigurd Bergmann (en) et Markus Vogt, Religion in the Anthropocene, Wipf and Stock Publishers, mars 2017, 362 p. (ISBN 9781498291927)
- (en) Celia Deane-Drummond, A primer in ecotheology : theology for a fragile Earth, Wipf and Stock Publishers, septembre 2017, 182 p. (ISBN 9781498237000)